# Bataille en raquettes
Guerre de Sept Ans
Batailles
- Jumonville Glen (1754)
- Fort Necessity (1754)
- Fort Beauséjour (1755)
- 8 juin 1755
- Monongahela (1755)
- Petitcoudiac (1755)
- Lac George (1755)
- Fort Bull (1756)
- Fort Oswego (1756)
- Kittanning (1756)
- En raquettes (1757)
- Pointe du Jour du Sabbat (1757)
- Fort William Henry (1757)
- German Flatts (1757)
- Lac Saint-Sacrement (1758)
- Louisbourg (1758)
- Le Cran (1758)
- Fort Carillon (1758)
- Fort Frontenac (1758)
- Fort Duquesne (1758)
- Fort Ligonier (1758)
- Québec (1759)
- Fort Niagara (1759)
- Beauport (1759)
- Plaines d'Abraham (1759)
- Sainte-Foy (1760)
- Neuville (1760)
- Ristigouche (navale) (1760)
- Mille-Îles (1760)
- Signal Hill (1762)

La bataille en raquettes est une escarmouche entre les Rangers de Rogers et les troupes canadienne et amérindiennes qui s'est déroulé le 21 janvier 1757 au cours de la guerre de Sept Ans.
Ce jour-là, le capitaine Robert Rogers et un groupe de Rangers effectuent une mission de reconnaissance vers le fort Carillon sur les rives du lac Champlain lorsqu'ils tombent dans une embuscade tendue par une troupe mixte de soldats français de l'armée régulière, de miliciens canadiens, et d'Amérindiens. Les hostilités cessent lorsque l'arrivée de l'obscurité force l'arrêt des combats, avec d'importantes pertes en vies humaines des deux côtés. Les Canadiens dans leurs rapports ont prétendu que les Britanniques avaient eu un avantage décisif grâce à l'utilisation de raquettes.

## La bataille
Les hommes de Robert Rogers tombent dans une embuscade composée, selon son estimation, de « 250 Français et Amérindiens ». Les Britanniques sont aidés par le fait que de nombreux mousquets français ne fonctionnent pas en raison d'une poudre trop humide, et ce malgré l'effet de surprise. Le lieutenant John Stark, qui était à l'arrière de la colonne des Rangers, établit une ligne défensive sur une position surélevée avec certains de ses hommes, à partir de laquelle ils maintiennent un tir de couverture pour que les hommes situés en première ligne se retirent de cette position. Lors de la retraite, Rogers ordonna que les prisonniers soient tués afin que ses hommes puissent circuler plus librement.
Le conflit dure plusieurs heures et se termine seulement après le coucher du soleil, lorsque les deux parties ne peuvent plus se voir. Rogers a été blessé deux fois au cours de la bataille, une fois à la tête et une fois à la main. Les Français ont indiqué qu'ils étaient dans une situation désavantageuse, puisqu'ils étaient sans raquettes et s'étaient « embourbés dans la neige jusqu'aux genoux ». Une fois l'obscurité arrivée, Rogers et ses survivants battent en retraite sur 6 km vers le lac George, où il envoie Stark avec deux hommes au fort William Henry pour obtenir de l'aide. Le 23 janvier, Rogers se rend au fort William Henry avec 48 combattants valides et six soldats blessés.